# Bafanji (Balikumbat)
Pour les articles homonymes, voir Bafanji.
Bafanji est une localité de la région du Nord-Ouest au Cameroun. Elle fait partie de Balikumbat dans le département du Ngo-Ketunjia. C'est aussi le siège d'une chefferie traditionnelle de 2e degré.

## Population
Lors du recensement de 2005, elle comptait 16 992 habitants.
On y parle le bafanji, une langue bantoïde des Grassfields.